# Німецьке військове кладовище Подгориця
Німецьке військове кладовище Подгориця (нім. Kriegsgräberstätte in Podgorica) — розташоване в місті Подгориця, Чорногорія, на військовій ділянці біля аеропорту «Голубовці» (Подгориця). Це колективне поховання (станом на 2016 рік) 64 німецьких солдатів, які загинули в Другій світовій війні.
Друга світова війна була агресивною війною німців, проти яких також навернулися і партизани в Чорногорії. Солдати майже виключно гинули в боях з партизанами. Німцями проти мирного населення була здійснена жорстока помста. Це військове кладовище є пам'яткою миру.

## Розташування
Військове кладовище розташоване в північній частині військового аеропорту «Голубовці» на військовій ділянці. Тому доступ можливий лише за дійсним паспортом. Готель розташований майже безпосередньо поруч із цивільним аеропортом Подгориці.

## Кладовище
Кладовище було створено та відкрито Народним союзом Німеччини з догляду за військовими могилами 2016 року. Воно складається з чотирьох блоків, які в сумі містять 800 місць для поховання. У Блок 2, 2016 року було здійснено 64 перепоховання. У перспективі полеглі з близько 200 різних місць поховань Чорногорії можуть бути перепоховані тут.
Круговий меморіал із двометровим хрестом обрамлений напівкруглою стіною з 29 іменними дошками. На них нанесено 2500 імен загиблих від двох світових воєн на території сучасної Чорногорії. Периметр обсаджений кипарисом.